# Wesele Oliwetty

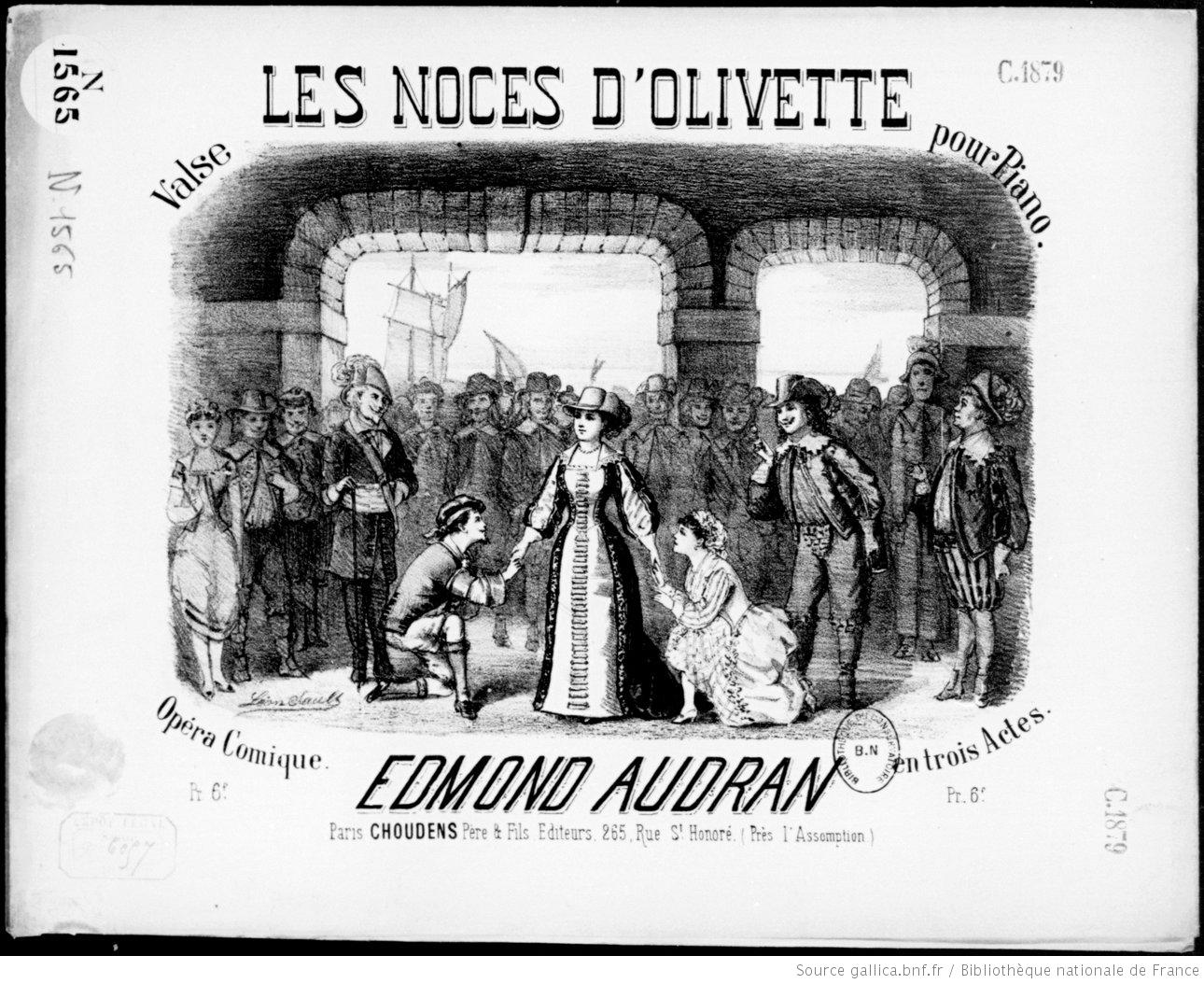
Afisz teatralny (1879).

Wesele Oliwetty (także Wesele Oliwety lub Wesele Olivetty, fr. Les Noces d'Olivette) – opera komiczna Edmonda Audrana w trzech aktach. Libretto napisali Alfred Duru i Henri Chivot. Prapremiera odbyła się w Paryżu 13 listopada 1879.

## Treść
Oliwetta postanawia w ostatniej chwili zerwać zaręczyny z kapitanem de Merimac, gdyż zakochana jest w jego siostrzeńcu - Walentynie. Kapitan de Merimac niezbyt się tym martwi: uważa, że jest w stanie zmusić Oliwettę do ślubu przy pomocy Hrabiny Rousillon. Hrabina ma dług wdzięczności u kapitana de Merimac, który niegdyś uratował życie jej szympansowi, a ponadto sama jest zakochana w Walentynie. Młodzi stosują wybieg: Walentyn przebiera się za swego starego wuja i tym sposobem poślubia Oliwettę. Na nieszczęście podczas przyjęcia weselnego pojawia się prawdziwy kapitan de Merimac, a Walentyn zostaje zdemaskowany. Prowadzi to do kolejnego ciągu perypetii, który jednak kończy się dobrze: małżeństwo Oliwetty i Walentyna zostaje uznane za prawomocne.

## Wesele Oliwettyw Polsce
Libretto przełożył na język polski L. Sygietyński. Utwór był inscenizowany w Warszawskich Teatrach Rządowych oraz w Teatrze Skarbkowskim we Lwowie w latach osiemdziesiątych XIX w. W roli tytułowej wystąpiły m.in. polskie solistki: Antonina Filleborn i Irena Sznebelin.